# Friend of Mine (песня Келли Прайс)
Friend of Mine (с англ. — «Мой друг») — песня американской соул-певицы Келли Прайс, изданная 5 мая 1998 года лейблами T-Neck Records и Island Records. Она провела пять недель на первом месте в американском R&B-чарте и была удостоена музыкальной премии Soul Train Music Award в номинации «Лучший новый исполнитель R&B/Soul или Rap». Также получила золотой сертификат от Американской ассоциации звукозаписывающих компаний (RIAA).
В песне в жанре соул-баллады Прайс рассказывает о том, как её возлюбленный был украден её лучшей подругой.
Песня стала поп-хитом в 1998 году, заняв 12-е место в поп-чарте США. На песню был сделан ремикс с участием Ар Келли и Рональд Айзли.

## Музыкальное видео
Режиссёром клипа на ремикс выступил Hype Williams.
Видео открывается, когда Биггс (Рональд Айзли) возвращается к своей крестнице Келли. Келли в слезах рассказывает, что только что узнала, что её лучшая подруга спала с её мужем (Ар Келли). Возмущённый услышанным, Биггс советует Келли позвонить своему бывшему, чтобы поговорить с ним. Келли неохотно делает это, и песня заканчивается тем, что Биггс ругает её бывшего за то, что он сделал, а Келли говорит, что он ей больше не нужен.

## Чарты
| Чарт (1998)                           | Высшая позиция |
| ------------------------------------- | -------------- |
| Нидерланды (Dutch Top 40)             | 19             |
| Нидерланды (Single Top 100)           | 26             |
| Новая Зеландия (Recorded Music NZ)    | 24             |
| Шотландия (OCC Scotland)              | 86             |
| Великобритания (OCC UK Singles)       | 25             |
| Великобритания (OCC UK Hip Hop/R&B)   | 5              |
| США (Billboard Hot 100)               | 12             |
| США (Billboard Hot R&B/Hip-Hop Songs) | 1              |
| США (Billboard Rhythmic)              | 33             |

| Чарт (1998)                            | Позиция |
| -------------------------------------- | ------- |
| US Billboard Hot 100                   | 72      |
| U.S. Hot R&B/Hip Hop Songs (Billboard) | 10      |

## Сертификации
| Регион     | Сертификация | Продажи |
| ---------- | ------------ | ------- |
| США (RIAA) | Золотой      | 600,000 |